# Afeida (figlio di Arcade)
Afeida (in greco antico: Ἀφείδας?, Aphèidās) è un personaggio della mitologia greca. Fu un re di Tegea.

## Genealogia
Figlio di Arcade e di Leianira (figlia di Amicla) o Meganira o della ninfa Crisopelea o della driade Erato.
Fu padre di Aleo e Stenebea.

## Mitologia
Dopo la morte del padre gli spettò una parte del regno e la città di Tegea e la nuova demo fondata nel suo territorio prese da lui il nome di Apheidantes e fu la nona città fondata nella regione.
Fu succeduto dal figlio Aleo ed in suo onore fu posta una statua a Delfi.